# Nazionale maschile di rugby a 7 dello Zimbabwe
La nazionale di rugby a 7 dello Zimbabwe è la selezione che rappresenta lo Zimbabwe a livello internazionale nel rugby a 7.
I Cheetahs (in italiano: ghepardi), soprannome con cui è nota la squadra nazionale, partecipano regolarmente come core team al circuito internazionale World Rugby Sevens Challenger Series e saltuariamente ad alcuni tornei del circuito maggiore World Rugby Sevens Series, quali: Hong Kong Sevens, Dubai Sevens e South Africa Sevens.
La nazionale zimbabwese ha preso parte a cinque edizioni della Coppa del Mondo di rugby a 7, debuttando nel 1997 ed ottenendo finora, come miglior risultato, il raggiungimento dei quarti di finale per il Plate nel 2013, sconfitta col punteggio di 17-26 dalle Samoa.
Oltre ad altri tornei minori come il Safari Sevens, la rappresentativa nazionale disputa annualmente l'Africa Men's Sevens (già Africa Cup Sevens), la principale competizione che coinvolge nazioni africane organizzata dalla federazione continentale Rugby Afrique, della quale si è aggiudicata il titolo nel 2018.

## Partecipazioni ai principali tornei internazionali
- 1993: n.p.
- 1997: quarti di finale Bowl
- 2001: quarti di finale Bowl
- 2005: n.p.
- 2009: vincitore Bowl
- 2013: quarti di finale Plate
- 2018: 23º posto